# Face (azienda)
La FACE Standard (Fabbrica Apparecchiature per Comunicazioni Elettriche) è stata un'azienda italiana creata nel 1935 come scorporo della Standard Electric Italiana.
Nel 2003 cambia nome in Industrie Dial Face (IDF), per poi chiudere nel 2012.

## Storia

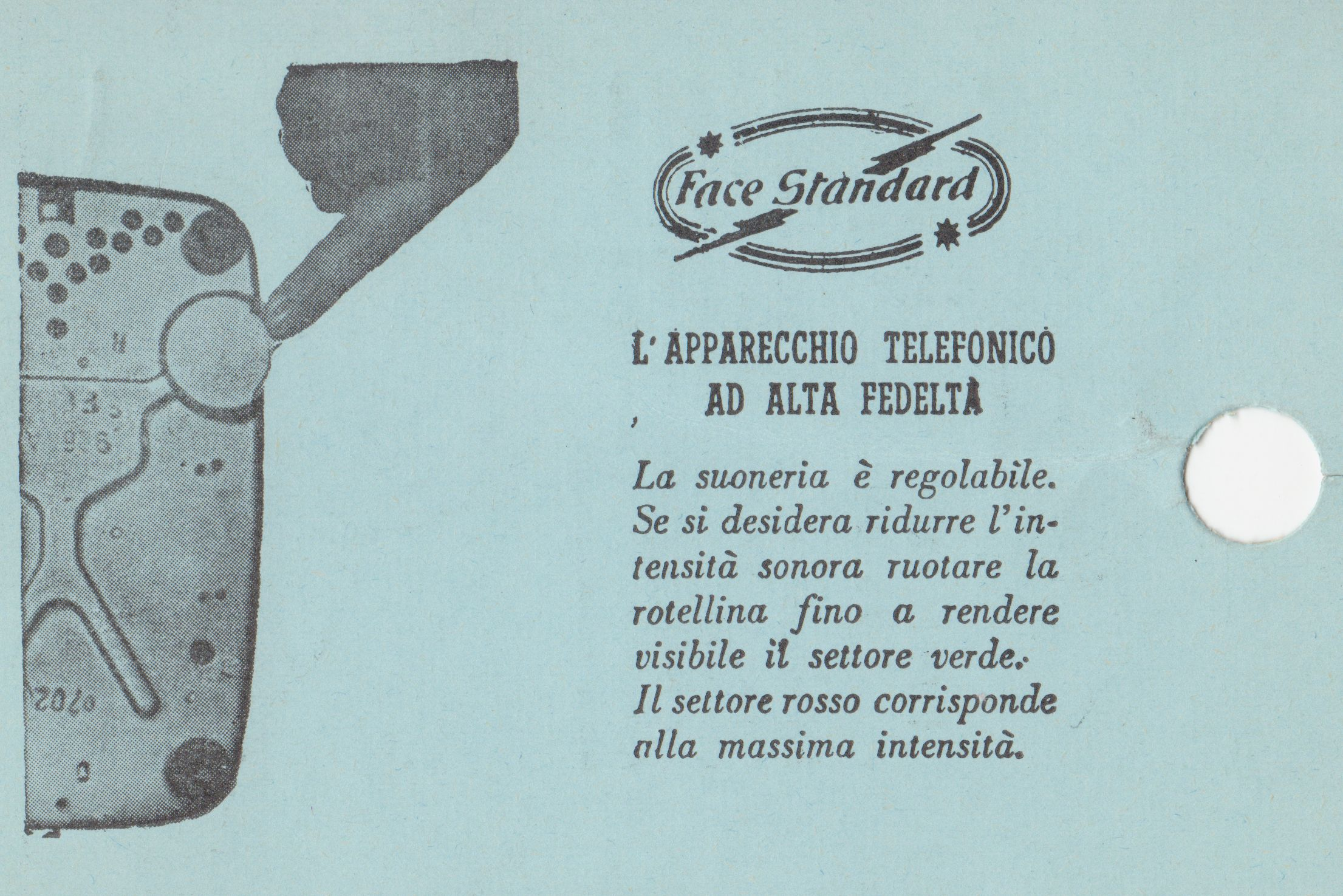
Etichetta di Istruzioni di un telefono

La storia della radiotecnica italiana nasce dal settore telefonico che, tra la fine dell’ottocento e gli inizi del novecento, incomincia ad affermarsi come mezzo di pubblica utilità. Tutto parte da un gioco di fusioni ed acquisizioni a vari livelli internazionali.
La AT&T (American Telephone and Telegraph Company), con alle spalle i laboratori della Bell, e la ITT (International Telephone and Telegraph) erano i due colossi americani della telefonia e telegrafia: la prima operava prevalentemente all’interno degli Stati Uniti, l’altra sui mercati mondiali. Nel 1925 la AT&T cedette le sue attività estere alla ITT, tra cui la sua succursale Western Electric Italiana, presente in Italia dal 1909 con la realizzazione di impianti e apparecchi telefonici, che nel frattempo aveva assorbito l’attività nel settore telefonico dei fratelli Gerosa. La sede iniziale fu a Milano nelle Officine Gerosa (Via Vittoria Colonna).
Da questa operazione internazionale nasce la Standard Electric Italiana e, dalla successiva incorporazione in quest'ultima della SITI Doglio (nata nel 1917) viene creata nel 1935 la F.A.C.E. Standard (Fabbrica Apparecchiature per Comunicazioni Elettriche).
La Western Electric Italiana diviene una divisione della FACE, che a sua volta diventa parte della ITT Corporation negli anni 50. La ricostruzione postbellica e la conseguente espansione economico-industriale portò all'inizio degli anni 60 all’apertura del nuovo insediamento industriale di Maddaloni, in provincia di Caserta, il sito produttivo più grande, arrivato a circa 1 500 dipendenti. La sussidiaria Face Sud iniziò le attività  nel 1971 nel centro di ricerca di Salerno e stabilimenti produttivi a Battipaglia. La sede produttiva di Bari, di dimensioni più ridotte, fu aperta nel 1972, risultato di un'acquisizione. 
Una sede minore era anche presente nella zona di Frosinone.

## Prodotti
Numerosi i prodotti degni di nota distribuiti all'utenza SIP - Società Italiana per l'Esercizio Telefonico come telefoni sia in comodato d'uso sia disponibili per la vendita all'utente, particolarmente apprezzati per il design.
- Il Siemens S62 "Bigrigio" di Lino Saltini, assemblato anche da FACE STANDARD con il nome di F63, disponibile oltre che nella versione grigia, in versione nera e nell'esclusiva versione bianco neve
- Il telefono compatto a disco "Lillo"
- Il telefono a disco "Jewel", con la caratteristica forma a cofanetto portagioie
- Il telefono compatto a disco "Fava"
- Il telefono unificato "Pulsar" che affiancò il bigrigio nei primi anni '80, dapprima in versione elettromeccanica (suoneria a campanella) e poi completamente elettronico nella seconda edizione

## L'attentato del 6 ottobre 1974
La notte del 6 ottobre 1974 un commando armato di dieci uomini fece irruzione all'interno dello stabilimento della Face di Fizzonasco, alle porte di Milano. Gli attentatori appiccarono un incendio all'interno del magazzino dove venivano stoccate le apparecchiature telefoniche già finite e pronte per essere spedite in tutta Italia.
L'azione fu organizzata e portata a termine dalle prime realtà milanesi dell'Autonomia Operaia, che facevano riferimento alla rivista clandestina "Rosso". La Face Standard era stata presa di mira in quanto parte della  multinazionale americana ITT. Unico testimone oculare dell'accaduto fu il guardiano notturno dello stabilimento, il quale però venne subito immobilizzato e imbavagliato dagli uomini del commando.
L'incendio provocò danni stimati in circa cinque miliardi di lire, e un volantino di rivendicazione venne fatto recapitare il giorno dopo alla redazione del Corriere della Sera.
Nel volantino vi era scritto che gli attentatori desideravano:
"Che la ITT nel suo bilancio registri che il deposito di Fizzonasco è bruciato perché i militanti italiani non hanno dimenticato i compagni trucidati da Augusto Pinochet, servo delle multinazionali. Il deposito di Fizzonasco è bruciato perché anche noi comunisti dobbiamo provare nuove tecnologie su sempre nuovi obiettivi. Mai più senza fucile, dunque: senza tregua per il Comunismo''.
Tale volantino fu poi nei giorni seguenti inviato anche alla redazione torinese de La Stampa, e circolò anche per diverse settimane all'interno delle fabbriche milanesi.
Va tenuto presente che l'attentato alla Face Standard fu il primo attentato industriale degno di nota nella provincia di Milano e riscosse una discreta approvazione nel mondo della sinistra extra parlamentare di allora, in quanto era stata colpita una multinazionale americana senza però ferire o uccidere nessuno e senza arrecar danno al salario dei lavoratori dell'azienda.

## Anni recenti e chiusura

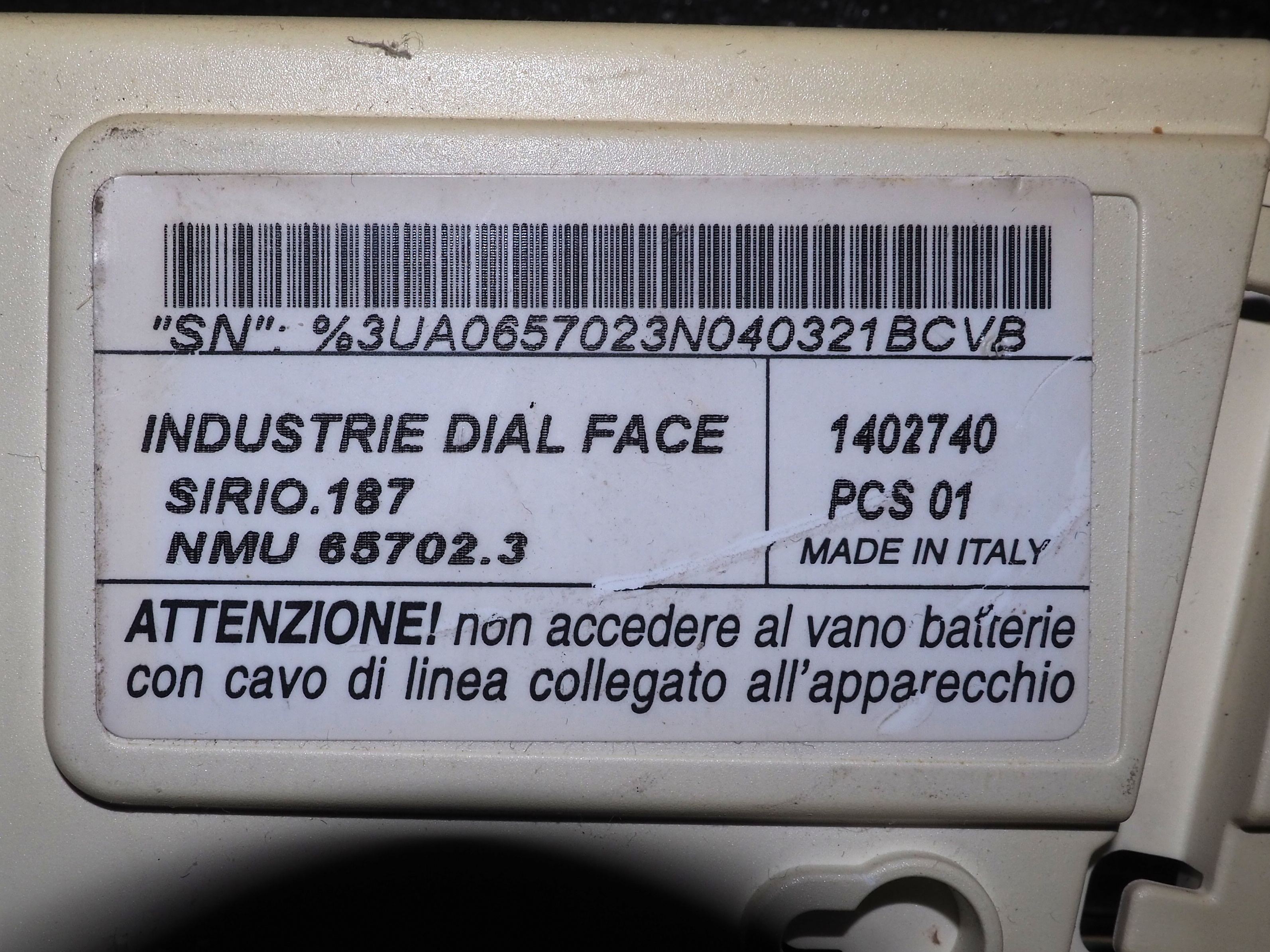
Telefono Sirio 187 Telecom, lato posteriore, etichetta Industrie Dial Face (IDF).

Nel 1980 avviene la trasformazione industriale da azienda elettromeccanica ad azienda elettronica. Nel 1989, a seguito della fusione della ITT e ALCATEL, le attività di "Terminali e Sistemi per Telecomunicazioni" delle due Corporation si consolidano nella ALCATEL DIAL FACE. Nel 1998, esce dal Gruppo ALCATEL e assume la denominazione IDF (Industrie Dial Face) portando con sé il patrimonio tecnologico di ITT e ALCATEL, e focalizzando le proprie attività sulla progettazione e produzione di Terminali telefonici analogici e digitali, e sui Sistemi per applicazioni Business e di Rete. Nel 2001 avvia l’ottimizzazione delle risorse industriali, proseguendo il cammino tecnologico e d’innovazione verso le telecomunicazioni digitali, con la realizzazione di terminali ergonomici innovativi. Dal 2003 concentra le risorse tecnico-produttive sui terminali e apparati di accesso per rete IP, e nel 2007 aumenta il proprio coinvolgimento nei sistemi per la New Generation Network con interfacce xDSL e ottiche.